# 玉龙龙蜥
玉龙龙蜥（学名：Diploderma yulongense）也称玉龙攀蜥，一种分布于中华人民共和国云南省西北部以及近邻四川省木里县南部的金沙江流域地区的蜥蜴，隶属于鬣蜥科（飞蜥科）龙蜥属。其种加词“yulongense”意为“云南丽江玉龙雪山的”。

## 发现命名
本种是学者于2012年根据一份1914年采集自云南丽江玉龙雪山地区的标本描述命名，最初划归旧的攀蜥属（Japalura），称玉龙攀蜥，攀蜥属分类经过调整后，本种改至龙蜥属（Diploderma），其中文名因而改为“玉龙龙蜥”。2020年部分中国学者建议将 Japalura 的中文名改为“龍蜥屬”，而将 Diploderma 的中文属名改名为“攀蜥屬”, 属下种中文名做相应改变，故又恢复中文名“玉龙攀蜥”。然而也有学者反对这种不必要的中文名变更，建议维持物种中文名的稳定性。在中国科学院昆明动物研究所研究人员主编的《中国两栖、爬行动物分类变动汇总》中也未接收该建议，仍将 Diploderma 称为“龙蜥属”。
2017年，中国学者首次在野外重新发现了玉龙龙蜥。

## 形态特征
玉龙龙蜥喉部具有明显的三角形绿色喉斑，雄蜥背部为棕褐色，体侧从耳部一直延续到胯部各有一条对称的锯齿状浅色纵纹，腹侧部有着标志性的绿色或浅绿色斑块。雌性则体色较为灰暗，背部纵纹不明显，体侧也没有绿色斑块。

## 保护
本种于2023年被收录入《有重要生态、科学、社会价值的陆生野生动物名录》。